# 源具親
源 具親（みなもと の ともちか）は、鎌倉時代初期の公家・歌人。村上源氏俊房流、右京権大夫・源師光の次男。官位は従四位下・左近衛少将。小野宮少将と号す。新三十六歌仙の1人。

## 経歴
能登守を経て、建仁元年（1201年）に左兵衛佐に任ぜられ、同年7月和歌所寄人になる。元久2年（1205年）、従四位下・左近衛少将に至る。
北条義時の元妻で、義時と離縁して入京した姫の前を娶っている。正確な時期は不明であるが、姫の前が産んだ輔通は元久元年（1204年）生まれのため、それ以前であることは確実である。
天福元年（1233年）8月以前に出家しており、法名は如舜を号した。弘長2年（1262年）には『三十六人大歌合』に出詠しているが、既に80余歳の高齢だったという。

## 人物
後鳥羽院政下で活躍した歌人の1人で、「正治後度百首」「千五百番歌合」及び「最勝四天王院障子和歌」（1207年）などの数多くの歌合に出詠。『新古今和歌集』以下の6代の勅撰和歌集に21首の和歌が入集している。
妹の後鳥羽院宮内卿と比べて和歌に熱心ではなかったという。

## 系譜
『尊卑分脈』などによる。
- 父：源師光
- 母：巨勢宗成の娘（後白河院安芸）
- 妻：姫の前（比企朝宗の娘） - 具親との再婚前は北条義時の正室
  - 男子：源輔通（1204-1249）
- 生母不明の子女
  - 男子：源輔時